# Hyacinthe-Charles Méaulle
Pour les articles homonymes, voir Méaulle (homonymie).
Hyacinthe-Charles Méaulle est un homme politique français né le 7 juillet 1795 à Paris et mort le 27 mars 1890 au château des Rouxières (sur le territoire de la commune de Châtillon-en-Vendelais, dans le département breton de l'Ille-et-Vilaine).

## Avocat rennais
Fils du conventionnel Jean Nicolas Méaulle, Hyacinthe-Charles, élève de Charles Toullier à la faculté de droit de Rennes, est inscrit au barreau de Rennes dès 1816. Il plaide à partir de  1817, notamment dans l'affaire Tizon (lequel avait crié "Vive l'empereur !"), dans l'affaire Louedec (lequel avait fait du bruit pendant une halte de procession de la Fête-Dieu, rue Saint-Georges à Rennes, en 1821), et dans les affaires Hautbois (une rixe entre jeunes de Bais et de Domalain, certains étant prévenus de rébellion) et d'autres. En 1820 il épouse Constance Divel dont il aura un fils mort en bas âge et trois filles. En 1830 il se sent royaliste et se rallie à Louis-Philippe. Le jeune avocat ne tarde pas à se faire une réputation et il fut plusieurs fois bâtonnier. On le remarqua surtout dans l'affaire du capitaine Bellot, accusé d'avoir fait la "traite des nègres" sur les côtes d'Afrique, et dans celle du professeur rennais Sarget, dont le cours de droit romain est mis en cause dans un article publié le 2 avril 1846 par Le Journal de Rennes qui est condamné à 4 000 francs de dommages et intérêts.
Dans ses plaidoiries, il attaqua la politique de M. Guizot, blâma ses complaisances pour les ministres anglais, et combattit ce qu'on appelait alors la liberté d'enseignement. I1 devint ainsi l'un des chefs les plus écoutés du parti libéral. Le 24 février 1848, il forma, dans le conseil municipal de Rennes, un comité révolutionnaire qui s'empara de la préfecture, proclama la République et administra la ville.

## Député républicain conservateur
Élu représentant d'Ille-et-Vilaine à l'Assemblée constituante, le 4 juin 1848, en l'emplacement de Lamartine qui avait opté pour la Seine, par 37 436 voix sur 72 601 votants(151 768 inscrits). Il fit partie du comité des affaires étrangères, et vota en général avec le parti de Cavaignac, pour les poursuites contre Louis Blanc, le député qui voulait promouvoir l'organisation du travail. Il vote contre l'abolition de la peine de mort, contre l'impôt progressif, pour l'incompatibilité des fonctions, contre l'amendement Grévy visant à refuser l'élection du président de la République au suffrage universel, contre la sanction de la Constitution par le peuple, pour l'interdiction des clubs. Il prôna, sans succès, l'institution du jury populaire au tribunal correctionnel !  Après l'élection présidentielle du 10 décembre 1848, il fit une opposition discrète au prince-président, tout en ayant de bons rapports avec le député bonapartiste de Fougères,. 
Circula dans les bancs de l'Assemblée, sur ce représentant du peuple représenté en lithographie, un quatrain facile quant à son département d'origine et son apparence, et grotesque quand il est qualifié d'inepte, tant ce qualificatif est infondé - et le vieil homme a 53 ans ! :
« Cette lithographie est pleine
du portrait d'un vieux homme à l'ineptie enclin.
On lit au bas : Ille-et-Vilaine.
On devrait lire : il est vilain »
La paternité de ce quatrain a été attribuée à Alexandre Dumas père qui, sollicité de quelques vers par Méaulle sur cette lithograhie aurait écrit : " Cette image dont j'ai l'étrenne - m'offre un homme au regard chagrin - On lit en haut : Ille-et-Vilaine - on devrait lire : il est vilain."  Le Breton spirituel aurait goûté la pointe poétique et pardonné. D'autres attribuent le quatrain à Edmond de Tillancourt, avocat au barreau de Paris, et député de l'Aisne à l'assemblée constituante de 1848 comme Méaulle, dont le deuxième vers aurait été : -"représente Méaulle au regard incertain".
Non réélu en 1849 à l'assemblée législative, il retourna reprendre sa place au barreau de Rennes. Doyen des avocats de France, chevalier de la Légion d'honneur en 1888, il est mort deux ans après, à 95 ans ; il était, depuis cinquante ans, maire de Châtillon-en-Vendelais (Ille-et-Vilaine). Une de ses filles, Léonide, épousa Florent Lefeuvre, notaire à Rennes, dont un des fils, Hyacinthe Lefeuvre-Méaulle, consul et ministre de France, décédé en 1958, a porté ce double nom aux quatre coins du monde.

## Sources
- « Hyacinthe-Charles Méaulle », dans Adolphe Robert et Gaston Cougny, Dictionnaire des parlementaires français, Edgar Bourloton, 1889-1891 [détail de l’édition]